# Serie C 1947-1948
La Serie C 1947-1948 fu la decima edizione della terza categoria del campionato italiano di calcio.

## Stagione
Una lunga lista di 288 società, separate nelle tre leghe indipendenti, la Lega Interregionale Nord, la Lega Interregionale Centro e la Lega Interregionale Sud, compose il più ampio campionato di Serie C di tutti i tempi. Dopo la lunga e forzata assenza causata dalla guerra, rientrano finalmente nei ranghi le rappresentanti della Sardegna, escluse a partire dalla stagione 1940/41. A rappresentarla le squadre del Carbonia, che assume la denominazione Carbosarda, dell'Olbia e della Torres di Sassari mentre il Cagliari, che nella sua ultima apparizione nei Campionati Nazionali si è classificato al sesto posto nel girone F della Serie C 1939/40, è ammesso d'ufficio alla Serie B e militerà nel girone B della stessa per questa stagione 1947-48.  

### La riforma
La FIGC però, resasi conto che una tale esagerazione nulla aveva a che spartire con l'idea originaria della Serie C introdotta dodici anni prima, decise che era il momento di una radicale riforma che riportasse ordine non solo in C, ma nell'intera piramide calcistica italiana. L'Assemblea federale svoltasi a Perugia il 29 luglio 1947 deliberò una soluzione draconiana: l'abrogazione della Serie C e la sua sostituzione con due nuovi campionati: la Terza Serie, gestita dalla Lega Nazionale e riproposizione di quella che nella riforma del 1928-1929 era la Prima Divisione e nella riforma del 1935 era la Serie C, e il campionato di Promozione, restaurazione della categoria di Promozione abolita nel 1922.

Dal campionato seguente la Terza Serie sarebbe dunque ritornata al suo formato originario a sessanta squadre, e ciò significò una colossale opera di sfoltimento dei ranghi del campionato, anche in considerazione del fatto che alla composizione del nuovo organico avrebbe pesantemente contribuito pure la, a sua volta riformata, Serie B, verso la quale fu impossibile la promozione per questa stagione. Questa riforma complessiva fu fortemente voluta dal presidente federale Ottorino Barassi, ma a conti fatti essa non fu altro che la pedissequa riproposizione della struttura della piramide calcistica italiana voluta ed attuata dal suo predecessore Leandro Arpinati fra il 1928 e il 1929, col solo cambio della denominazioni di alcune categorie.

### Promozioni e retrocessioni
L'enorme massa delle escluse dalla C ma non retrocesse nei campionati regionali di Prima Divisione avrebbe costituito come detto la Promozione, che si sarebbe posta in continuità con quest'ultima edizione della Serie C, tanto da ereditarne la struttura a leghe interregionali ed in questo differenziandosi dall'originaria Promozione dei primi anni Venti, all'epoca gestita regionalmente. Il nuovo torneo avrebbe poi negli anni seguenti subito varie riforme, fino a divenire l'odierna Serie D.
Per ciò che concerne la Serie C, la sua storia non si interruppe invece qui come originariamente programmato. Nel 1948 vinse infatti la tradizione e i vertici della FIGC decisero di conservare tale denominazione, affibbiandola a quella che sulla carta avrebbe dovuto chiamarsi Terza Serie; al contempo fu deliberato un allargamento dei quadri delle categorie riformate.

## Regolamento
- Blocco delle promozioni verso la Serie B.
- Il progetto iniziale prevedeva la cosiddetta "promozione" in Terza Serie delle vincitrici dei gironi più cinque seconde classificate della Lega Interregionale Centro e due della Lega Interregionale Sud[3].
- Sempre nel progetto originario, le squadre classificate dal 2º posto (al Nord) o dal 3º (al Centro e al Sud), e fino all'11º posto, avrebbero inaugurato la nuova Promozione.
- Tutte le squadre piazzatesi dal 12º al 18º posto sarebbero state retrocesse nei campionati di Prima Divisione delle leghe regionali.
- In conseguenza del caso Napoli a campionato ultimato si decise di ampliare l'organico della nuova Serie C 1948-1949 da 60 a 76 squadre [4] e quindi di ammettere di diritto tutte le seconde classificate di qualsiasi girone più sette società scelte dalla Lega Nazionale [5] e alla Promozione 1948-1949 tutte le classificate al 12º e 13º posto in classifica al Nord, e qualsiasi società riuscisse a soddisfare le condizioni richieste nel Centro e nel Sud. L'organico fu definitivamente portato a 82 squadre partecipanti [6].

## Lega Interregionale Nord
La Lega Interregionale Nord aveva sede a Torino. Il campionato fu composto da 144 squadre suddivise in nove gironi da 16 società. Il regolamento originario metteva in palio nove posti complessivi per la nuova Terza Serie, mentre le ultime cinque di ogni gruppo sarebbero state retrocesse nelle leghe regionali.
Il caso Napoli comportò però l'allargamento delle squadre iscritte nella nuova Serie C a ventuno, tra cui tutte le capoliste e le rispettive seconde, mentre infine le condannate alle leghe regionali furono ridotte a tre per girone.

### Partecipanti

#### Girone A
- Acqui
- Alassio
- Albenga
- Bra
- Cairese
- Canelli
- Cuneo
- Fossanese
- Imperia
- Monregalese
- Saluzzo
- Sanremese
- Saviglianese
- Savona
- Speranza
- Vado

#### Girone B
- Bolzanetese
- Borgotarese
- Bressana
- Corniglianese
- Derthona
- Entella
- Lavagnese
- Pavia
- Pontedecimo
- Quarto
- Rapallo Ruentes
- Rivarolese
- Sarzanese
- Sestrese
- Sestri Levante
- Varazze

#### Girone C
- Angerese
- Aosta
- Asti
- Biellese
- Borgomanerese
- Juventus Domo
- Gattinara
- Ivrea
- Luino
- Omegna
- Pinerolo
- Stella Alpina Ponzone
- Rivarolese
- Sommese
- Verbania Sportiva
- Volpianese

#### Girone D
- Abbiategrasso
- Casale
- Casteggio
- Codogno
- Corsico
- Cuggionese
- Fidenza
- Fiorenzuola
- Garlasco
- Medese
- Mortara
- Olubra
- Pirelli
- Sant'Angelo
- Stradellina
- Trinese

#### Girone E
- Biumense
- Cantù
- Caratese
- Esperia
- Vis Nova Giussano
- Lecco
- Mariano Comense
- Meda
- Olginatese
- Parabiago
- Pro Lissone
- Rhodense
- Saronno
- Sondrio
- Tiranese
- Vis Casatese

#### Girone F
- Ardens
- Bagnolese
- Cassano
- Chiari
- Cologno Monzese
- Falck
- Melzo
- Monza
- Orceana
- Pro Palazzolo
- Pro Romano
- ROL Milano
- Sebinia Lovere
- Soresinese
- Trevigliese
- Vimercatese

#### Girone G
- Pellizzari Arzignano
- Audace SME
- Badia Polesine
- Cologna Veneta
- Lanerossi Schio
- Legnago
- Malo
- Marzotto Valdagno
- Merano
- Montagnana
- Rovigo
- Rovereto
- Sambonifacese
- Thiene
- Trento
- Villafranca

#### Girone H
- Bassano
- Belluno
- Conegliano
- Dolo
- Feltrese
- Giorgione
- Luparense
- Mestrina
- Miranese
- Montebelluna
- Pordenone
- Portogruaro
- Pro Mogliano
- Sandonà
- San Marco
- Vittorio Veneto

#### Girone I
- Cividalese
- Cormonese
- Edera Trieste
- Fiumicello
- Itala Gradisca
- Libertas Trieste
- Monfalcone
- Palmanova
- Ponziana
- Pro Cervignano
- Ronchi
- SAICI Torviscosa
- Sangiorgina
- San Giovanni Trieste
- Sant'Anna Trieste
- Sanvitese

### Girone A
- Savona, Fossanese e Sanremese iscritte in Serie C 1948-1949.
- Le squadre dal 4º al 13º posto retrocedono e inaugurano la Promozione 1948-1949.
- Bra, Saluzzo e Monregalese retrocesse in Prima Divisione 1948-1949.
- Canelli collassato finanziariamente e rinunciatario ai campionati della stagione successiva.

### Girone B
- Sestri Levante, Sestrese e Pavia iscritte in Serie C 1948-1949.
- Le squadre al 3º e dal 5º al 14º posto retrocedono e inaugurano la Promozione 1948-1949.
- Quarto e Bressana retrocesse in Prima Divisione 1948-1949.

### Girone C
- Biellese, Asti e Omegna iscritte in Serie C 1948-1949.
- Le squadre dal 4º all'11º e dal 14º al 15º posto retrocedono e inaugurano la Promozione 1948-1949.
- Volpianese, Juve Domo e Ivrea retrocesse in Prima Divisione 1948-1949.

### Girone D
- Casale e Mortara iscritte in Serie C 1948-1949.
- Le squadre dal 3º al 14º posto retrocedono e inaugurano la Promozione 1948-1949.
- Medese, Pirelli e Fiorenzuola retrocesse in Prima Divisione 1948-1949.

### Girone E
- Parabiago e Pro Lissone iscritte in Serie C 1948-1949.
- Le squadre dal 3º al 13º posto e il ripescato Sondrio retrocedono e inaugurano la Promozione 1948-1949.
- Casatese retrocessa in Prima Divisione 1948-1949.
- Esperia definitivamente sciolta come squadra di calcio.

### Girone F
- Pro Palazzolo e Monza iscritte in Serie C 1948-1949.
- Le squadre dal 3º al 12º posto retrocedono e inaugurano la Promozione 1948-1949.
- ROL, Cologno Monzese, Pro Romana, Orceana e Cassano retrocesse in Prima Divisione 1948-1949.

### Girone G
- Pro Rovigo e Marzotto Valdagno iscritte in Serie C 1948-1949.
- Le squadre dal 3º al 13º posto retrocedono e inaugurano la Promozione 1948-1949.
- Villafranca, Sambonifacese, Malo e Cologna retrocesse in Prima Divisione 1948-1949.

### Girone H
- Mestrina e Montebelluna iscritte in Serie C 1948-1949.
- Le squadre dal 3º al 13º posto retrocedono e inaugurano la Promozione 1948-1949.
- Pro Mogliano, Pordenone e Feltrese retrocesse in Prima Divisione 1948-1949.

### Girone I
- Edera e Libertas Trieste iscritte in Serie C 1948-1949.
- Le squadre dal 3º al 13º posto retrocedono e inaugurano la Promozione 1948-1949.
- Itala, Fiumicello e Ronchi retrocesse in Prima Divisione 1948-1949.

## Lega Interregionale Centro
La Lega Interregionale Centro aveva sede a Firenze. Il campionato fu composto da 96 squadre suddivise in sei gironi da 16 società. Il regolamento originario metteva in palio undici posti complessivi per la nuova Terza Serie, mentre le ultime cinque di ogni gruppo sarebbero state retrocesse nelle leghe regionali.
Il Caso Napoli comportò però l'allargamento delle squadre iscritte nella nuova Serie C a quindici, tra cui tutte le capoliste e le rispettive seconde, mentre infine fu offerta a gran parte delle residue società la possibilità di mantenersi nella Lega Centro a condizione di soddisfare i parametri richiesti.

### Partecipanti

#### Girone L
- Altedo
- Baracca Lugo
- Bondenese
- Carpi
- Guido Buscaroli Conselice
- Copparese
- Pro Italia Correggio
- Ferrovieri Bologna
- Finale Emilia
- Gonzaga
- Mirandolese
- Ostiglia
- Panigale
- Parma Vecchia
- Salsomaggiore
- Vignolese

#### Girone M
- Cesena
- Faenza
- Fano
- Forlì
- Forlimpopoli
- Imolese
- Jesina
- Minatori Perticara
- Ravenna
- Recanatese
- Riccione
- Rimini
- Russi
- Sammaurese
- Vigor Senigallia
- Vis Pesaro

#### Girone N
- Aglianese
- Arezzo
- Castelfiorentino
- Colligiana
- Le Signe
- Pro Firenze
- Vigor Fucecchio
- Lanciotto
- Monsummanese
- Montecatini
- Montevarchi
- Orvietana
- Poggibonsi
- Santa Croce sull'Arno
- Sangiovannese
- Sestese

#### Girone O
- Audace Ponsacco
- Mobilieri Cascina
- Cecina
- Follonica
- Forte dei Marmi
- Grosseto
- Pro Livorno
- Massese
- Olbia
- Orbetello
- Pietrasanta
- Piombino
- Pontedera
- Solvay Rosignano
- Tuscania
- Viterbese

#### Girone P
- Albalatrastevere
- Almascalera
- Aurelia Roma
- Carbosarda
- Civita Castellana
- Civitavecchiese
- Frosinone
- Latina
- AS Ostiense
- Poligrafico Roma
- San Lorenzo Roma
- Sora
- STEFER Roma
- Tirreno Nettuno
- Tivoli
- Torres

#### Girone Q
- Ascoli
- Avezzano
- Chieti
- Fermana
- Foligno
- Giulianova
- Virtus Lanciano
- L'Aquila
- Maceratese
- Portocivitanovese
- Sambenedettese
- Sulmona
- Teramo
- Tolentino
- Pro Vasto
- Virtus Spoleto

### Girone L
- Baracca Lugo e Bondenese iscritte in Serie C 1948-1949.
- Vignolese, Salsomaggiore, Altedo, Conselice e Ferrovieri retrocedono e inaugurano la Promozione 1948-1949.
- Correggio, Finale Emilia, Copparese, Panigale, Gonzaga, Ostiglia, Mirandolese, Parmavecchia e Carpi retrocesse in Prima Divisione 1948-1949.

### Girone M
- Rimini e Cesena iscritte in Serie C 1948-1949.
- Le squadre dal 3º al 16º posto retrocedono e inaugurano la Promozione 1948-1949.
- Recanatese retrocessa in Prima Divisione 1948-1949.

### Girone N
- Arezzo, Monsummanese e Vigor Fucecchio iscritte in Serie C 1948-1949.
- Le squadre dal 4º al 15º posto retrocedono e inaugurano la Promozione 1948-1949.
- Pro Firenze e Orvietana retrocesse in Prima Divisione 1948-1949.

### Girone O
- Piombino, Grosseto, Massese e Solvay Rosignano iscritte in Serie C 1948-1949.
- Le squadre dal 5º all'11º posto più Cascina e Forte dei Marmi retrocedono e inaugurano la Promozione 1948-1949.
- Olbia, Follonica, Ponsacco e Pro Livorno retrocesse in Prima Divisione 1948-1949.

### Girone P
- Tivoli e Carbosarda iscritte in Serie C 1948-1949.
- Le squadre dal 3º al 12º posto retrocedono e inaugurano la Promozione 1948-1949.
- Civitacastellana, Torres, Aurelia e Tirrenia retrocesse in Prima Divisione 1948-1949.

### Girone Q
- Maceratese e Sambenedettese iscritte in Serie C 1948-1949.
- Le squadre dal 3º al 14º posto retrocedono e inaugurano la Promozione 1948-1949.
- Portocivitanovese e Giulianova retrocesse in Prima Divisione 1948-1949.

## Lega Interregionale Sud
La Lega Interregionale Sud aveva sede a Napoli. Il campionato fu composto da 48 squadre suddivise in tre gironi da 16 società. Il regolamento originario metteva in palio cinque posti complessivi per la nuova Terza Serie, mentre le ultime cinque di ogni gruppo sarebbero state retrocesse nelle leghe regionali.
Il Caso Napoli comportò però l'allargamento delle squadre iscritte nella nuova Serie C a quattordici, in gran parte ripescate, mentre infine fu offerta a tutte le residue società la possibilità di mantenersi nella Lega Sud a condizione di soddisfare i parametri richiesti.

### Partecipanti

#### Girone R
- Afragolese
- Angri
- Avellino
- Ilva Bagnolese
- Benevento
- Casertana
- Ercolanese
- Frattese
- Gragnano
- Pomigliano
- Portici
- Sangiuseppese
- S.E.T. Napoli
- Sorrento
- Stabia
- Turris

#### Girone S
- Audace Monopoli
- Azzaretti Carbonara (Carbonara di Bari)
- Barletta
- Biscegliese
- Buffoluto Taranto
- Castellana
- Catanzaro
- Crotone
- Foggia
- Incedit
- Molfetta
- Vigor Nicastro
- Potenza
- San Severo
- San Ferdinando
- San Pietro Vernotico

#### Girone T
- Acireale
- Agrigento
- Arsenale Messina
- Canicattì
- Cantieri Navali
- Catania
- Drepanum
- Gioiese
- Igea Virtus
- Marsala
- Megara Augusta
- Messina
- Notinese
- Nissena
- Reggina
- Termini Imerese

### Girone R
- Stabia, Benevento e Avellino iscritte in Serie C 1948-1949.
- Le squadre dal 4º al 16º posto retrocedono e inaugurano la Promozione 1948-1949.
- Sangiuseppese retrocessa in Prima Divisione 1948-1949.

### Girone S
- Foggia, Catanzaro, Crotone e Potenza iscritte in Serie C 1948-1949.
- Le squadre dal 4º al 12º posto retrocedono e inaugurano la Promozione 1948-1949.
- Castellana, Buffoluto, Azzaretti e San Ferdinando retrocesse in Prima Divisione 1948-1949.

### Girone T
- Catania, Reggina, Igea Virtus, Arsenale Messina, Messina, Drepanum e Acireale iscritte in Serie C 1948-1949.
- Le squadre dall'8º al 16º posto retrocedono e inaugurano la Promozione 1948-1949.
- Augusta retrocessa in Prima Divisione 1948-1949.
- Cantieri Navali retrocesso e non si iscrive al campionato successivo.

## Qualificazioni
Il regolamento originario prevedeva per le leghe Centro e Sud la disputa di triangolari finali fra le seconde classificate, onde eliminare una squadra per lega dalla nuova Terza Serie. Quando essi erano già in corso, tuttavia, a metà luglio il Consiglio federale della FIGC deliberò un allargamento dei quadri rispetto a quelli previsti. Le due leghe fecero comunque concludere i triangolari in quanto già in avanzato stato di disputa. 
- 13 giugno: Cesena-Bondenese 3-0.
- 20 giugno: Monsummanese-Cesena 3-1, Sambenedettese-Grosseto 1-1, Catanzaro-Reggina 2-1.
- 27 giugno: Bondenese-Monsummanese 3-0, Sambenedettese-Carbosarda 3-1.
- 4 luglio: Bondenese-Cesena 3-0, Grosseto-Carbosarda 2-0, Benevento-Reggina 3-0.
- 11 luglio: Cesena-Monsummanese 1-0, Grosseto-Sambenedettese 7-0, Benevento-Catanzaro 2-2.
- 18 luglio: Monsummanese-Bondenese 2-1, Sambenedettese-Carbosarda 9-0, Reggina-Catanzaro 4-0.
- 25 luglio: Carbosarda-Grosseto 2-0 a tavolino, Reggina-Benevento 0-0.
- 1º agosto: Catanzaro-Benevento 3-1.

|  |    | Finali delle seconde, girone A | Pt | G | V | N | P | GF | GS |
|  | -- | ------------------------------ | -- | - | - | - | - | -- | -- |
|  | 1. | Bondenese                      | 4  | 4 | 2 | 0 | 2 | 7  | 5  |
|  | 1. | Cesena                         | 4  | 4 | 2 | 0 | 2 | 5  | 6  |
|  | 1. | Monsummanese                   | 4  | 4 | 2 | 0 | 2 | 5  | 6  |
|  |    |                                |    |   |   |   |   |    |    |

|  |    | Finali delle seconde, girone B | Pt | G | V | N | P | GF | GS |
|  | -- | ------------------------------ | -- | - | - | - | - | -- | -- |
|  | 1. | Sambenedettese                 | 5  | 4 | 2 | 1 | 1 | 13 | 9  |
|  | 2. | Grosseto                       | 4  | 4 | 2 | 1 | 1 | 10 | 3  |
|  | 3. | Carbosarda                     | 2  | 4 | 1 | 0 | 3 | 3  | 14 |
|  |    |                                |    |   |   |   |   |    |    |

|  |    | Finali delle seconde, girone C | Pt | G | V | N | P | GF | GS |
|  | -- | ------------------------------ | -- | - | - | - | - | -- | -- |
|  | 1. | Catanzaro                      | 5  | 4 | 2 | 1 | 1 | 7  | 8  |
|  | 2. | Benevento                      | 4  | 4 | 1 | 2 | 1 | 6  | 5  |
|  | 3. | Reggina                        | 3  | 4 | 1 | 1 | 2 | 5  | 5  |
|  |    |                                |    |   |   |   |   |    |    |